# Alfred François Donné
Alfred François Donné (*13. září 1801 Noyon, Francie - 1878 Paříž, Francie) byl francouzský bakteriolog a lékař. Byl jedním z objevitelů leukemie (nezávisle na něm ji kolem roku 1850 pozorovali Skoti John Hughes Bennet a David Craigie a Němec Rudolf Virchow), pozoroval bičenku poševní. Byl vynálezcem fotoemisního elektronového mikroskopu.
Jeho studentem a laboratorním asistentem byl Léon Foucault, který zůstal jeho přítelem až do smrti.